# آلینا تیلکی
آلینا تیلکی (ترکی استانبولی: Aleyna Tilki؛ زادهٔ ۲۸ مارس ۲۰۰۰) خواننده ترک است که از سال ۲۰۱۶ میلادی تاکنون مشغول فعالیت بوده‌است.
وی در ۲۸ مارس ۲۰۰۰ از پدری روس و مادری ترک در قونیه متولد شد و پس از درخشش در یکی از مسابقات گات تلنت ترکیه، کم کم به شهرت رسید و وارد خوانندگی شد.

## زندگی و شغل
تیلکی در ۲۸ مارس سال ۲۰۰۰ در شهر قونیه متولد شد پدر او یک روس مهاجر ساکن قونیه است و مادر او اهل ترابزون ترکیه است. او در ششمین فصل از سری Yetenek Sizsiniz Türkiye (نسخه ترکی سریال گات تلنت) برنده نیمه نهایی شد . او پس از انتشار ترانه اولین ترانه اش به نام "جوابسیز چنلاما" به معنی بی پاسخ زنگ نزن که بیش از 490 میلیون بار در یوتیوب دیده شد به معروفیت رسید. که این موزیک ویدیو پر بازدید ترین این آهنگ در لیست Trending ترکیه به شماره 2 رسید. آلینا تیلکی اولین آهنگ انفرادی خود "Sen Olsan Bari" را در ژوئیه سال 2017 منتشر کرد که در جدول ترکیه شماره یک شد و موزیک ویدیو در حال حاضر بیش از 440 میلیون بازدید در YouTube دارد.
در اولین ماههای کار خود ، تیلکی در مکانهای فروش مشروبات الکلی به صحنه رفت که به دلیل کمبود سن ، انتقاداتی را از طرف دولت به همراه داشت. طی کنسرت وی در نوامبر 2016 در دیاربکر ، دو بمب صوتی دست ساز در ان مکان منفجر گردید.
تیلکی به طور موقت ترکیه را برای گذراندن آموزش زبان انگلیسی ترک کرد و در ماه نوامبر سال ۲۰۱۷ در شهر لس آنجلس مستقر شد. در سال 2018 ، او در میان هنرمندانی بود که نام آنها در آلبوم های Yıldız Tilbe'nin Yıldızlı Şarkıları و BombarDuman قرار گرفت . در نوامبر 2019 ، اعلام شد که وی برای تولید یک آلبوم جدید و چهار تک آهنگ در حال مذاکره با وارنر موزیک است. این امر باعث می شود او اولین خواننده ی ترک باشد که با این شرکت همکاری کرده باشد.

## دیسکو گرافی
- cevapsiz cinlama "جواب سیز چینلاما" (2016)
- San olsan bary "سن اولسان باری" (2017)
- "Yalnız Çiçek" (از آلبوم Yıldız Tilbe 'nin Yıldızlı Şarkıları ) (2018)
- "Dipsiz Kuyum" (از آلبوم BombarDuman ) (2018)
- "Sevmek Yok" (از آلبوم BombarDuman ) (2018)
- "Nasılsın Aşkta؟" (2019)
- Yalan "یالان" (2020)
- Bu benim masalim "بو بنیم مثالم" (2020)